# تیم گراهام (ورزشکار)
تیم گراهام (انگلیسی: Tim Graham؛ زادهٔ ۳۱ مهٔ ۱۹۳۹) ورزشکار دو و میدانی اهل بریتانیا است.